# تپه رمه برده
تپه رمه برده مربوط به هزاره چهارم (پیش از میلاد) است و در شهرستان دهلران، بخش موسیان، ۴ کیلومتری ضلع شرقی شهر موسیان واقع شده و این اثر در تاریخ ۳۰ دی ۱۳۸۵ با شمارهٔ ثبت ۱۶۹۲۰ به عنوان یکی از آثار ملی ایران به ثبت رسیده است.